# Tauragė
Tauragė er en industriby i det vestlige Litauen med et indbyggertal på 26.444(2011). Byen er hovedstad i Tauragė apskritis og beliggende ved bredden af Jūra-floden, tæt på grænsen til Kaliningrad Oblast og ikke langt fra Østersøen.
Tauragė fik byrettigheder i 1932 og våbenskjold i 1997. Bemærkelsesværdige bygninger i byen er blandt andet Radziwiłł-slægtens (litauisk: Radvila) nygotiske palads, "slottet", der i fungerer som skole og regionalt museum, og flere kirker: den lutherske fra 1843, den ortodokse fra 1853 og den katolske kirke fra 1904. En keramik produktionsanlæg opererer i byen.

## Navn
På litauisk er Tauragė en sammenfletning af to ord: Tauras, der betyder urokse, og ragaer, der betyder horn. Det er baggrunden for byens våbenskjold. Byen er kendt som Tauroggen på tysk, som Taurogi på polsk, og טאווריק på jiddisch (tr. Tovrik).

## Historie
Som en af Radziwiłł-slægtens vigtige residenser siden 1655, har byen været centrum for lutheranismen i Litauen. Fra 1691 til 1795 var Tauragė underlagt Brandenburg-Preussen som følge af ægteskabet mellem markgreve Ludwig af Brandenburg og Prinsesse Ludwika Karolina Radziwiłł. Senere blev byen en del af det Russiske Kejserrige.
Zar Alexander I af Rusland indgik våbenhvile med Napoleon I i Tauragė den 21. juni 1807, der blev efterfulgt af freden i Tilsit. Den 30. december 1812 underskrev den preussiske general Yorck Tauroggen konventionen, hvor han erklærede sine tropper neutrale. Underskrivelsen ophævede den skrøbelige fransk-preussiske alliance under den franske invasion af Rusland. I 1836 blev store dele af byen ødelagt ved en brand. Honoré de Balzac opholdt sig i Tauragė i 1843.
I 1915 blev en væsentlig del af byens infrastruktur ødelagt af tyske tropper under 1. verdenskrig. Den 9. september 1927, var der et oprør mod præsident Antanas Smetonas styre, men oprøret blev hurtigt undertrykt. Efter Sovjetunionens annektering af Litauen i 1940 blev "Tauragė Slot" fængsel for litauiske dissidenter og polske krigsfanger. Mange lokale indbyggere, herunder forældre og pårørende til Roman Abramovich, blev forvist til Sibirien, hvilket reddede familien fra Holocaust. Da Operation Barbarossa påbegyndt den 22. juni 1941 trak Sovjet sig tilbage og Tauragė blev besat af den tyske Wehrmacht samme dag. Omkring 4.000 jøder blev myrdet i Tauragė og nærliggende landsbyer. I efteråret 1944 befriedes Tauragė fra den Nazi-tyske besættelse af Sovjet.

## Bydele i Tauragė
I Tauragė er der 9 seniūnijos (dansk: ~ bydele).
| - Batakiai - Gaurė - Lauksargiai | - Mažonai - Skaudvilė - Tauragė | - Tauragė by - Žygaičiai |

## Tauragės venskabsbyer
| - Brienne-le-Château, Frankrig - Sortina, Italien | - Bełchatów, Polen - Kutno, Polen | - Sovetsk, Rusland - Riedstadt, Tyskland |